# نفتا (سوخت)

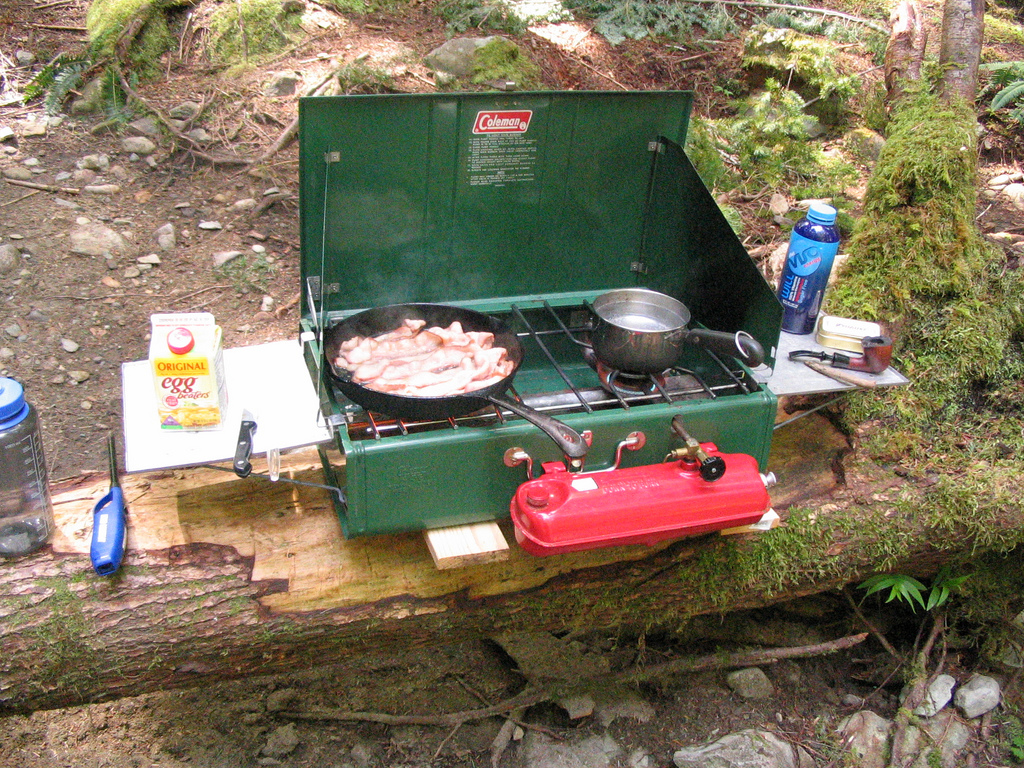
اجاق خوراک‌پزی با سوخت نفتا

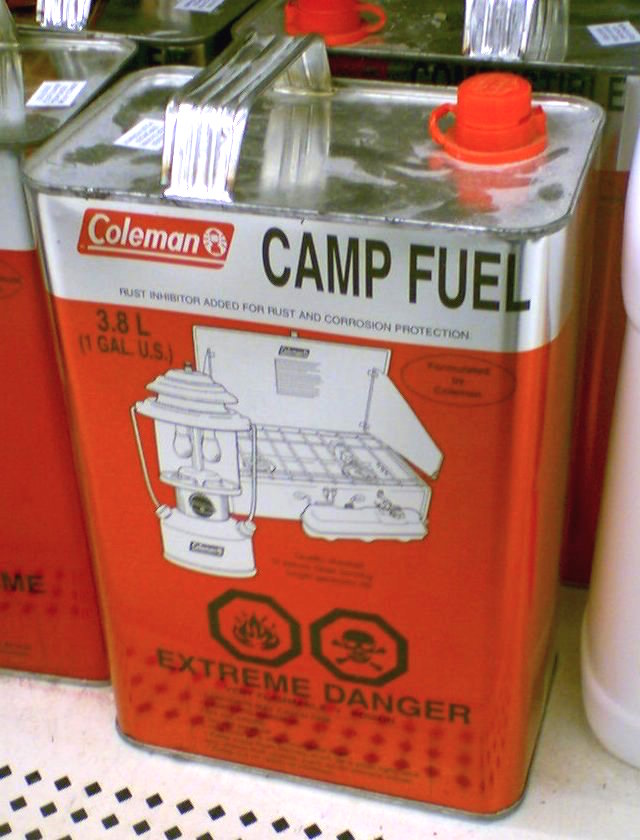
نفتا در آمریکا به عنوان سوخت اجاق و چراغ هم استفاده می‌شود

نفتا (به انگلیسی: Naphtha) به طبقه‌ای از سوخت‌های مایع هیدروکربنی با فراریت و اشتعال‌پذیری بالا گفته می‌شود که در برج تقطیر پالایش نفت خام بین گازهای سبک (مثل ال‌پی‌جی) و نفت سفید قرار می‌گیرد. بخش عمده میعانات گازی یعنی نفتی که از چاه گاز برداشت می‌شود، نیز از نفتا تشکیل شده‌است. این سوخت مایع از قطران زغال سنگ نیز قابل استحصال است.
نفتا کاربردهای متنوعی دارد. صنایع شیمیایی و پتروشیمی خریدار اصلی نفتا هستند که از آن به عنوان خوراک تولید فراورده‌های مختلف پتروشیمی از جمله حلال‌ها و رقیق‌کننده‌ها، مواد اولیه انواع پلاستیک، الیاف مصنوعی و الکل‌های صنعتی استفاده می‌کنند. برای مثال بخش عمده تینرهای رنگرزی از نفتا تشکیل می‌شود و بیشتر ترکیب‌های پلاستیکی اتیلنی با نفتا ساخته می‌شوند. همچنین با استفاده از فرایندهای کاتالیستی می‌توان نفتا را به بنزین‌های اکتان بالا و سوخت‌های نفتی دیگر نیز تبدیل کرد. نفتا حلالی بسیار نیرومند با کاربردهای متنوع است به همین جهت برای تولید مواد شوینده و تصفیه مواد هیدروکربنی دیگر نیز استفاده می‌شود. همچنین از آن برای تولید جلادهنده‌ها و لاک‌ها و به عنوان سوخت گرمایشی و پخت‌وپز (مشابه گاز مایع و نفت سفید) نیز استفاده می‌شود.
نفتا به‌طور دقیق شامل هیدروکربن‌های دارای ۵ تا ۱۲ اتم کربن می‌شود که نقطهٔ جوش آن‌ها از ۳۰ تا ۲۰۰ درجه سانتیگراد متغیر است. به عبارت دیگر با اعمال حرارت به نفت خام از ۳۰ درجه تا ۲۰۰ درجه سانتیگراد و جداسازی بخش جوشیده از آن، نفتا به دست خواهد آمد. معمولاً ۱۵ تا ۳۰ درصد نفت خام در این حرارت به جوش می‌آید در نتیجه همین میزان از نفت خام را می‌توان به‌طور مستقیم به نفتا تبدیل کرد. البته باید توجه داشت که این محدوده با بنزین (۷۰ تا ۱۷۵ درجه) و نفت سفید (۱۵۰ تا ۲۷۵ درجه) تداخل دارد. اما نفتا در بازار معمولاً در دو نوع نفتای سبک (بین ۳۰ تا ۶۰ درجه با هیدروکربن‌های ۵ و ۶ کربنی) و نفتای سنگین (بین ۹۰ تا ۲۰۰ درجه با هیدروکربن‌های ۶ تا ۱۲ کربنی) عرضه می‌شود.
نفتا همچنین از اجزای واکس‌های تمیزکننده‌ی کفش است و در برخی از فندک‌ها به عنوان سوخت استفاده می‌شود. موتورهای توربین گاز نیز قادر به استفاده از نفتا هستند و یکی از انواع سوخت جت از نفتا تشکیل می‌شود.

## نام
ریشه واژهٔ نفتا به کلمهٔ فارسیِ «نفت» می‌رسد (زبان پهلوی: "naft"، به‌معنی ""خیس"، "مرطوب"، و نیز "نفت"؛ احتمالاً برگرفته از ایرانی باستان: "nafta*")، که از طریق یونانی و لاتین به زبان‌های اروپایی وارد شده‌است. کلمهٔ نفت از دیرباز در اشاره به نفت‌های سبکی استفاده می‌شد که در منطقهٔ باکو و نقاط دیگر ایران از سطح زمین قابل برداشت بود و همین واژه از طریق نویسندگان یونانی و رومی به اروپا وارد شد. امروزه کلمهٔ نفتا در بسیاری از زبان‌های اروپایی از جمله روسی، ایتالیایی، اوکراینی، بلاروسی، لیتوانیایی، لِتونیایی، استونیایی، کرواتی، و بوسنیایی به معنی «نفت خام» است؛ درحالی‌که در آرژانتین، پاراگوئه و اروگوئه به بنزین، در بلغارستان و اسلواکی و جمهوری چک به سوخت دیزل (گازوئیل)، و در لهستان به نفت سفید اشاره دارد.